# Lemat Hoeffdinga
Lemat Hoeffdinga – w rachunku prawdopodobieństwa, twierdzenie podające górne ograniczenie funkcji generującej momenty ograniczonej zmiennej losowej o zerowej średniej. Dowód lematu Hoeffdinga wykorzystuje wzór Taylora oraz nierówność Jensena.

## Twierdzenie
Niech {\displaystyle X} będzie rzeczywistą zmienną losową przyjmującą wartości w przedziale {\displaystyle [a,b]} prawie na pewno. Jeżeli {\displaystyle {\mathsf {E}}X=0,} to dla wszystkich {\displaystyle \lambda \in \mathbb {R} } zachodzi nierówność
{\displaystyle {\mathsf {E}}\left[e^{\lambda X}\right]\leqslant \exp \left({\frac {\lambda ^{2}(b-a)^{2}}{8}}\right)}.

## Dowód
Założenie, że {\displaystyle X} ma zerową wartość oczekiwaną implikuje, że liczba {\displaystyle a} jest niedodatnia, a liczba {\displaystyle b} nieujemna. W szczególności, jeżeli jedna z tych liczb jest 0, to {\displaystyle X} przyjmuje stale wartość 0 prawie na pewno,
{\displaystyle \textstyle {\mathsf {P}}\left(X=0\right)=1,}
a w tym wypadku dowodzona nierówność jest prawdziwa. Bez straty ogólności można więc założyć, że liczba {\displaystyle a} jest ujemna, a {\displaystyle b} jest dodatnia.
Funkcja {\displaystyle s\mapsto e^{sx}} jest wypukła, tj.
{\displaystyle e^{sx}\leqslant {\frac {b-x}{b-a}}e^{sa}+{\frac {x-a}{b-a}}e^{sb}\quad (x\in [a,b]).}
Obliczając wartość oczekiwaną obu stron powyższej nierówności, otrzymujemy
{\displaystyle {\begin{aligned}{\mathsf {E}}\left[e^{sX}\right]&\leqslant {\frac {b-{\mathsf {E}}(X)}{b-a}}e^{sa}+{\frac {{\mathsf {E}}(X)-a}{b-a}}e^{sb}\\&={\frac {b}{b-a}}e^{sa}+{\frac {-a}{b-a}}e^{sb}&&{\mathsf {E}}(X)=0\\&=\left(-{\frac {a}{b-a}}\right)e^{sa}\left(-{\frac {b}{a}}+e^{sb-sa}\right)\\&=\left(-{\frac {a}{b-a}}\right)e^{sa}\left(-{\frac {b-a+a}{a}}+e^{s(b-a)}\right)\\&=\left(-{\frac {a}{b-a}}\right)e^{sa}\left(-{\frac {b-a}{a}}-1+e^{s(b-a)}\right)\\&=\left(1-\theta +\theta e^{s(b-a)}\right)e^{-s\theta (b-a)}&&\theta =-{\frac {a}{b-a}}>0\end{aligned}}}
Niech {\displaystyle u=s(b-a).} Definiujemy funkcję {\displaystyle \varphi \colon \mathbb {R} \to \mathbb {R} } wzorem
{\displaystyle \varphi (u)=-\theta u+\log \left(1-\theta +\theta e^{u}\right)\quad (u\in \mathbb {R} ).}
Definicja ta jest poprawna. Istotnie,
{\displaystyle {\begin{aligned}1-\theta +\theta e^{u}&=\theta \left({\frac {1}{\theta }}-1+e^{u}\right)\\&=\theta \left(-{\frac {b}{a}}+e^{u}\right)\\&>0&&\theta >0,\quad {\frac {b}{a}}<0\end{aligned}}}
W konsekwencji,
{\displaystyle {\mathsf {E}}\left[e^{sX}\right]\leqslant e^{\varphi (u)}.}
Ze wzoru Taylora, dla każdej liczby rzeczywistej {\displaystyle u} istnieje taka liczba {\displaystyle v} w przedziale {\displaystyle [0,u],} że
{\displaystyle \varphi (u)=\varphi (0)+u\varphi '(0)+{\tfrac {1}{2}}u^{2}\varphi ''(v).}
Wynika stąd, że
{\displaystyle {\begin{aligned}\varphi (0)&=0\\\varphi '(0)&=-\theta +\left.{\frac {\theta e^{u}}{1-\theta +\theta e^{u}}}\right|_{u=0}\\&=0\\[6pt]\varphi ''(v)&={\frac {\theta e^{v}\left(1-\theta +\theta e^{v}\right)-\theta ^{2}e^{2v}}{\left(1-\theta +\theta e^{v}\right)^{2}}}\\[6pt]&={\frac {\theta e^{v}}{1-\theta +\theta e^{v}}}\left(1-{\frac {\theta e^{v}}{1-\theta +\theta e^{v}}}\right)\\[6pt]&=t(1-t)&&t={\frac {\theta e^{v}}{1-\theta +\theta e^{v}}}\\&\leqslant {\tfrac {1}{4}}&&t>0\end{aligned}}}
Oznacza to, że
{\displaystyle \varphi (u)\leqslant 0+u\cdot 0+{\tfrac {1}{2}}u^{2}\cdot {\tfrac {1}{4}}={\tfrac {1}{8}}u^{2}={\tfrac {1}{8}}s^{2}(b-a)^{2}.}
Ostatecznie
{\displaystyle {\mathsf {E}}\left[e^{sX}\right]\leqslant \exp \left({\tfrac {1}{8}}s^{2}(b-a)^{2}\right).}